# دهان‌لانه‌ماهیگان
دهان‌لانه‌ماهیگان (نام علمی: Apogoninae) نام یک زیرخانواده از تیره دهان‌لانه‌ماهیان است.